# Phallocryptus fahimii
Phallocryptus fahimii — вид прісноводних зяброногих ракоподібних родини Thamnocephalidae. Описаний у 2020 році.

## Назва
Свою назву вид отримав на честь іранського еколога Хаді Фахімії, природоохоронця, який брав участь в експедиції в пустелі Деште-Лут і загинув у 2018 році під час авіакатастрофи. 

## Поширення
Ендемік Ірану. Виявлений у 2017 році в пустелі Деште-Лут на південному-сході країни.

## Опис
Самиці завдовжки до 3 см, самці - до 2,25 см. Phallocryptus fahimii найтісніше пов’язаний з монгольським P. tserensodnomi. Самців можна диференціювати за відносно довгим лобовим органом, сильною кривизною дистального відростка лабральної тканини та відсутністю вентролатерального відділу хребта статевого сегмента. Від P. cerensodnomi вид відрізняється довшим лобовим органом і криволінійними вусиками.

## Спосіб життя
Рачок живе у тимчасових ставках. У таких водоймах вода може нагріватися до 30 °C. Рачки плавають у воді догори ногами. Живуть близько двох місяців, потім відкладають яйця і гинуть. Коли водойма пересихає всі рачки гинуть, але яйця можуть зберігатися у піску декілька років, поки не появиться вода.